# Manuela Ribbecke
Manuela Ribbecke (geboren am 14. November 1970 in Schwedt/Oder als Manuela Kelm) ist eine ehemalige deutsche Handballtorfrau.

## Vereinskarriere
Manuela Kelm spielte bis 1990 beim ASK Vorwärts Frankfurt/Oder in der höchsten Spielklasse der Deutschen Demokratischen Republik, der Oberliga. Mit dem Team gewann sie den IHF-Pokal (1989/1990).
Mit dem TV Lützellinden wurde sie in der Bundesligasaison 1999/2000 Deutsche Meisterin. Sie spielte mit diesem Verein in der EHF Champions League (1997/1998, 2000/2001) und im Europapokal der Pokalsieger (1998/1999, 1999/2000).

## Nationalmannschaft
Sie spielte bei der Weltmeisterschaft 1990 in Südkorea mit der ostdeutschen Nationalmannschaft, die den dritten Platz belegte. Auch für die deutsche Frauen-Handballnationalmannschaft war sie nominiert.

## Privates
Im Jahr 1991 zog sie von Frankfurt/Oder mit ihrem Ehemann, einem Ringer, nach Leverkusen, später nach Mittelhessen.